# H. Eugene Stanley
Harry Eugene Stanley (Oklahoma City, 28 marzo 1941) è un fisico statunitense noto per i suoi contributi alla fisica statistica e alle sue applicazioni in vari campi della scienza dei sistemi complessi, come la biofisica e l'econofisica.

## Biografia
Stanley ha conseguì il suo Bachelor of Arts in fisica nel 1962 presso la Wesleyan University. Dopo un anno da borsista Fulbright all'Università di Colonia in cui si occupò di biofisica sperimentale sotto la supervisione di Max Delbrück, nel 1967 ottenne il PhD presso l'Università di Harvard.
Dopo un breve post-doc all'Università di Berkeley, in cui iniziò a scrivere una monografia, Introduction to Phase Transitions and Critical Phenomena, diventata poi una pietra miliare del suo campo, si trasferì nel 1969 al Massachusetts Institute of Technology di Boston, dove divenne ben presto professore. Nel 1976 si è poi definitivamente trasferito all'Università di Boston, dove tuttora è titolare di diverse cattedre.

## Ricerche scientifiche
Stanley ha apportato contributi fondamentali a diversi argomenti di fisica statistica, come la teoria delle transizioni di fase, la percolazione, i sistemi disordinati, i fenomeni di aggregazione, i polimeri, l'econofisica e la biofisica. I suoi primi lavori erano incentrati sui modelli a spin per descrivere il magnetismo, come quello di Ising e quello di Heisemberg, dove introdusse la soluzione nel limite di dimensionalità infinita.
Alcuni dei lavori più noti di Stanley riguardano il comportamento anomalo dell'acqua liquida sovraraffreddata: in particolare, dopo alcuni lavori con Jose Teixeira in cui venivano utilizzati dei modelli di percolazione, nel 1992 introdusse l'ipotesi del punto critico liquido-liquido, basata sulla simmetria tetraedrica delle molecole d'acqua.
Nel campo della biofisica ha applicato i metodi della fisica statistica alle sequenze dei nucleotidi nel DNA e a quelle dei battiti cardiaci, ma anche allo studio della malattia di Alzheimer.
Stanley è inoltre uno dei padri fondatori dell'econofisica, essendo anche l'autore del nome di tale disciplina, che cerca di utilizzare i metodi della meccanica statistica per fornire una trattazione più precisa dei sistemi economici.

## Premi e riconoscimenti
Stanley ha ricevuto nel corso del tempo numerosi riconoscimenti per la sua attività scientifica. Oltre a numerosi dottorati honoris causa e vari riconoscimenti minori, si segnalano soprattutto:
- elezione a membro dell'Accademia brasiliana delle scienze nel 2003;[16]
- Medaglia Boltzmann nel 2004;[17]
- elezione a membro della National Academy of Science nel 2004;[18]
- Julius Edgar Lilienfeld Prize dell'American Physical Society nel 2008.[2]

## Monografie
- (EN) Harry Eugene Stanley, Introduction to Phase Transitions and Critical Phenomena, Clarendon Press, 1971, ISBN 978-0-19-851257-8.
- (EN) A. L. Barabási e H. E. Stanley, Fractal Concepts in Surface Growth, Cambridge University Press, 13 aprile 1995, ISBN 978-0-521-48318-6.
- (EN) Rosario N. Mantegna e H. Eugene Stanley, Introduction to Econophysics: Correlations and Complexity in Finance, Cambridge University Press, 13 novembre 1999, ISBN 978-1-139-43122-4.
- (EN) Gandhimohan M. Viswanathan, Marcos G. E. da Luz e Ernesto P. Raposo e H. Eugene Stanley, The Physics of Foraging: An Introduction to Random Searches and Biological Encounters, Cambridge University Press, 2 giugno 2011, ISBN 978-1-139-49755-8.